# George Herbert McCord
Pour les articles homonymes, voir McCord.
George Herbert McCord, né le 1er août 1848 à New York dans l'état de New York et décédé le 6 avril 1909 dans la même ville aux États-Unis, est un peintre américain, connu pour ces paysages inspiré par la Hudson River School.

## Biographie
George Herbert McCord naît à New York en 1848. Il étudie à la Hudson River Institute (en) à Claverack dans le comté de Columbia et suit des cours de peinture auprès des peintres Samuel Morse et James Fairman. Il expose pour la première fois à l'académie américaine des beaux-arts en 1868.
Durant sa carrière de peintre, il a son studio dans le quartier de Brooklyn à New York et, à partir de 1883, un second studio à Morristown dans l'état du New Jersey. Connu pour ses peintures marines et ses paysages atmosphériques à l'huile, au pastel et à l'aquarelle, ainsi que pour ses dessins en noir et blanc, il est inspiré par le travail des peintres de l'Hudson River School. Il a souvent peint des scènes du comté de Morris, ainsi que de la Nouvelle-Angleterre, de la Floride (qu'il découvre en 1874), de l'Ouest américain, du Canada, de la France, de l'Italie et de la Grande-Bretagne. Il fut membre de l'American Watercolor Society, de la New York Watercolor Society (en) et du Salmagundi Club, dont il est le président entre 1900 et 1901.
Il décède à New York en 1909. 
Ces œuvres sont notamment visibles ou conservées au Brooklyn Museum de New York, au Smithsonian American Art Museum de Washington, à l'Hudson River Museum (en) de Yonkers, à l'Albany Institute of History & Art (en) d'Albany, à l'Hickory Museum of Art (en) d'Hickory, au Lowe Art Museum (en) de Coral Gables et au musée des Beaux-Arts de Houston.

## Œuvres

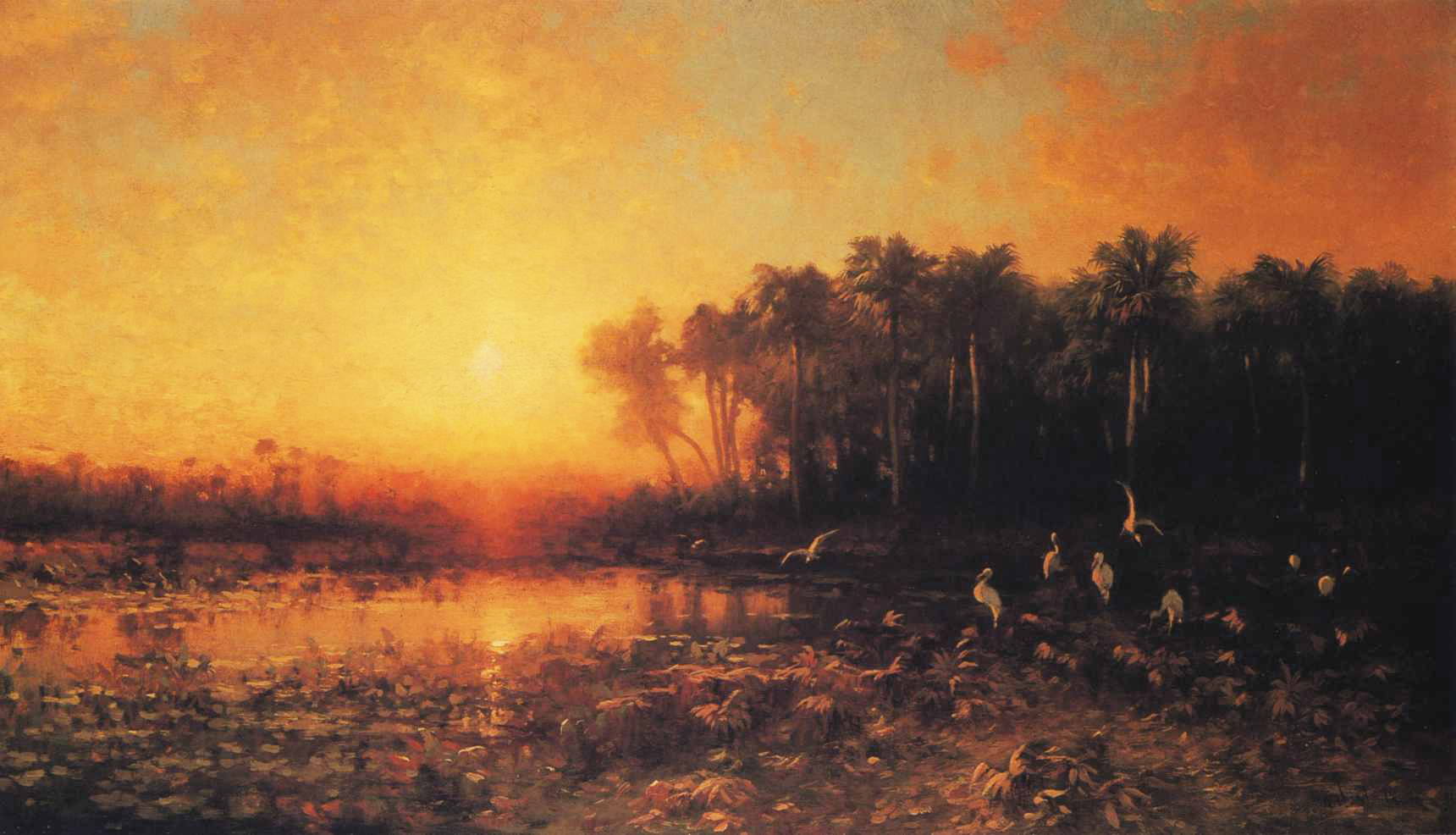
Florida Sunrise, vers 1880
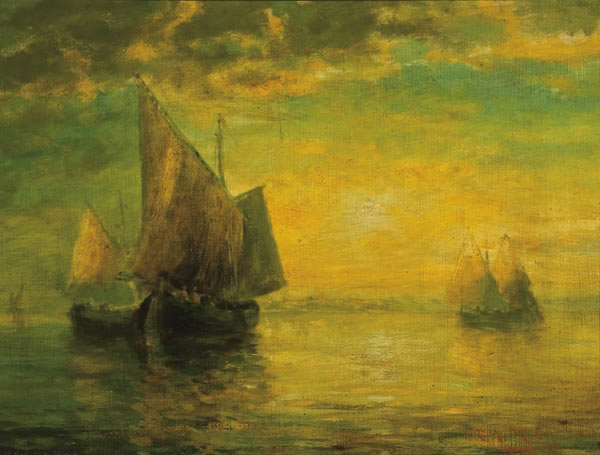
A Golden Sunset, sans date
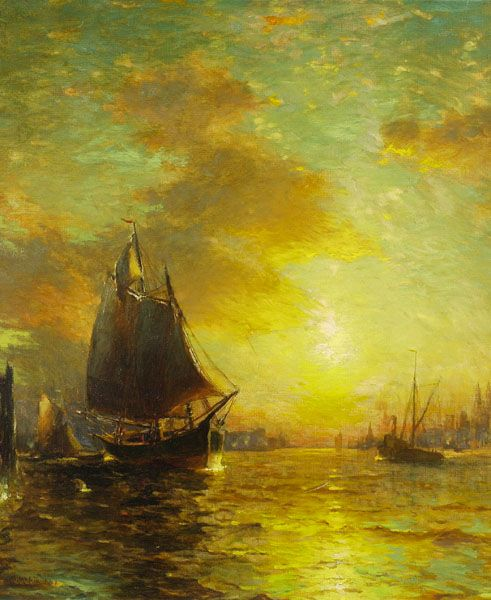
New York Harbor, sans date